# Leptotarsus bullocki
Leptotarsus bullocki är en tvåvingeart som först beskrevs av Alexander 1931.  Leptotarsus bullocki ingår i släktet Leptotarsus och familjen storharkrankar. Inga underarter finns listade i Catalogue of Life.